# Otel·lo
|  | Per a altres significats, vegeu «Otel·lo (desambiguació)». |

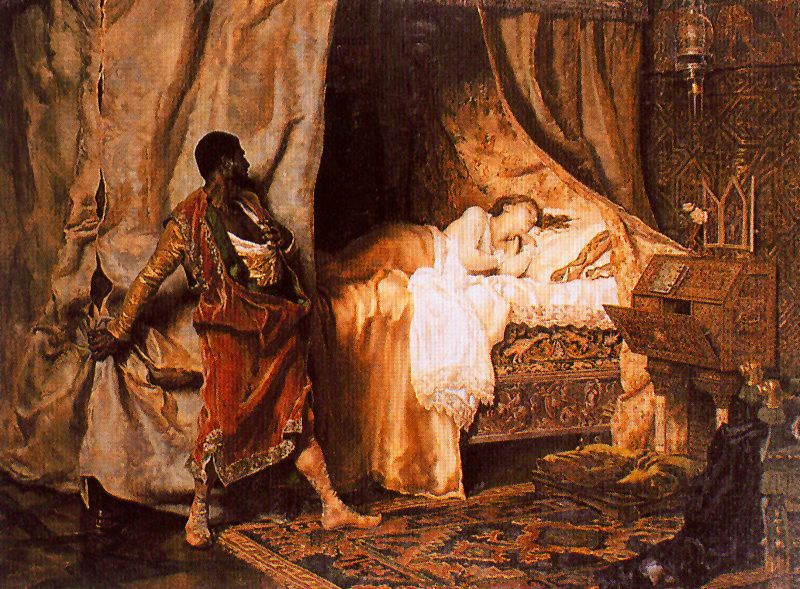
Otel·lo i Desdèmona pel pintor valencià Muñoz Degrain, pintura del 1881.

La tragèdia d'Otel·lo, el moro de Venècia (en anglès: The Tragedy of Othello, the Moor of Venice) sovint abreujada com a Otel·lo és una tragèdia escrita per William Shakespeare al voltant de 1603. Ambientada a Venècia i Xipre, l'obra representa el comandant militar moro Otel·lo mentre és manipulat pel seu alferes, Iago, perquè sospiti que la seva esposa Desdèmona li és infidel. Otel·lo és àmpliament considerada una de les obres més importants de Shakespeare i se sol classificar entre les seves principals tragèdies juntament amb Macbeth, El rei Lear i Hamlet. Inèdita en vida de l'autor, l'obra sobreviu en una edició en quart de 1622 i al Primer Foli.
El personatge principal de l'obra és Otel·lo, que es presenta piadosament tot i la seva raça. Això era molt poc habitual en la literatura anglesa en temps de Shakespeare, que acostumava a descriure els moros i altres pobles de pell fosca com a gent malvada. A l'obra, Shakespeare evita qualsevol discussió respecte a l'islam.
Otel·lo ha estat una de les obres més populars de Shakespeare, tant entre els espectadors com entre els crítics literaris, des de la seva primera representació, i ha donat lloc a nombroses adaptacions teatrals, cinematogràfiques i operístiques. Entre els actors, els papers d'Otel·lo, Iago, Desdèmona i Emília (l'esposa d'Iago) es consideren molt exigents i desitjables. L'atenció de la crítica s'ha centrat en la naturalesa de la tragèdia de l'obra, la seva mecànica inusual, el seu tractament de la raça i les motivacions d'Iago i la seva relació amb Otel·lo. Originalment interpretat per actors blancs amb maquillatge fosc, el paper d'Otel·lo va començar a ser interpretat per actors negres al segle xix.
La principal font de Shakespeare per a l'obra va ser una novel·la curta de Cinthio, l'argument de la qual Shakespeare va manllevar i reelaborar substancialment. Tot i que no és una de les obres més llargues de Shakespeare, conté dos dels seus quatre papers més llargs a Otel·lo i Iago.

## Personatges
- Otel·lo – General de l'exèrcit venecià, un noble moro
- Desdèmona – esposa d'Otel·lo; filla de Brabanci
- Iago – l'alferes de confiança d'Otel·lo, però gelós i traïdor
- Cassio – El capità lleial i més estimat d'Otel·lo
- Emília - dona d'en Iago i criada de Desdèmona
- Bianca – l'amant de Cassio
- Brabantio – senador venecià i pare de Desdèmona (també es pot anomenar Brabanzio)
- Roderigo – venecià dissolut, enamorat de Desdèmona
- Dux de Venècia
- Gratiano – germà de Brabantio
- Lodovico – parent de Brabantio i cosí de Desdèmona
- Montano – Predecessor venecià d'Otel·lo al govern de Xipre
- Bufó – servent
- Senadors
- Mariner
- Oficials, Cavallers de Xipre, Missatgers, un Heralds, Assistents, Músics, etc.

## Estructura

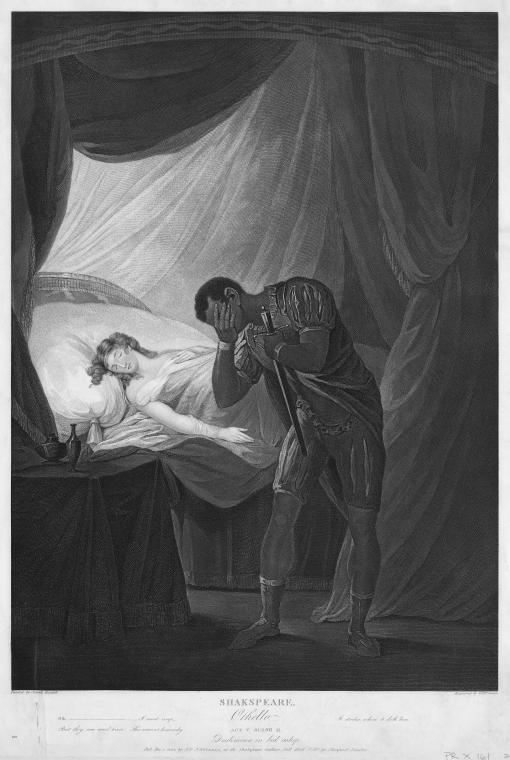
Gravat del 1803 sobre Otel·lo i Desdèmona. Acte V, segona escena.

L'obra consta de cinc actes dividits en escenes:
- El 1r acte (3 escenes):
  - 1a escena: un carrer de Venècia
  - 2a escena: un altre carrer de Venècia
  - 3a escena: consell venecià

- El 2n acte (2 escenes):
  - 1a escena: un port de Xipre
  - 2a escena: un carrer de Xipre

- El 3r acte (4 escenes):
  - 1a escena: sala d'un castell de Xipre
  - 2a escena: sala del castell amb personatges diferents dels anteriors
  - 3a escena: jardí del castell
  - 4a escena: esplanada davant del castell

- El 4t acte (3 escenes):
  - 1a escena: plaça de davant del castell
  - 2a escena: sala del castell
  - 3a escena: sala del castell amb altres personatges

- El 5è acte (2 escenes):
  - 1a escena: carrer de Xipre
  - 2a escena: cambra del castell (habitació d'Otel·lo i Desdèmona)

## Trama

### Acte I

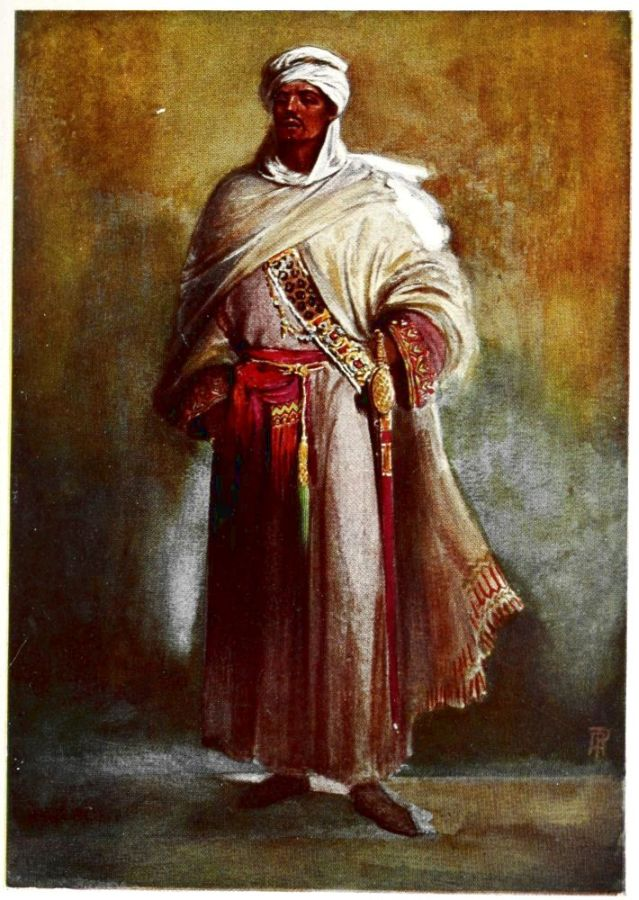
Vestit d'Otel·lo. Il·lustració de Percy Anderson per a Costume Fanciful, Historical and Theatrical, 1906

Roderigo, un cavaller ric i dissolut, es queixa al seu amic Iago, un alferes, que Iago no li ha dit res sobre el recent matrimoni secret entre Desdèmona, la filla de Brabantio, un senador, i Otel·lo, un general moro de l'exèrcit venecià. Roderigo està molest perquè estima Desdèmona i li ha demanat al seu pare, Brabantio, la seva mà en matrimoni, cosa que Brabantio li ha negat.
Iago odia Otel·lo per promoure un aristòcrata anomenat Cassio per sobre d'ell, a qui considera un soldat menys capaç que ell mateix. Iago li diu a Roderigo que té previst explotar Otel·lo per al seu propi benefici i convenç a Roderigo perquè desperti Brabantio i li expliqui la fugida de la seva filla. Mentrestant, Iago s'escapa d'amagat per trobar Otel·lo i l'adverteix que Brabantio ve a buscar-lo.
Brabantio, provocat per Roderigo, s'enfurisma i intenta enfrontar-se a Otel·lo, però troba Otel·lo acompanyat pels guàrdies del duc de Venècia, que impedeixen la violència. Han arribat notícies a Venècia que els turcs atacaran Xipre, i per tant Otel·lo és convocat per assessorar els senadors. Brabantio no té més remei que acompanyar Otel·lo a la residència del duc, on acusa Otel·lo de seduir Desdèmona mitjançant la bruixeria.
Otel·lo es defensa davant del Dux de Venècia, els parents de Brabanci, Ludovico i Gratiano, i diversos senadors. Otel·lo explica que, mentre va ser convidat a casa de Brabanci, Desdèmona es va enamorar d'ell per les històries tristes i captivadores que va explicar sobre la seva vida abans de Venècia, no per cap bruixeria. El senat queda satisfet quan Desdèmona confirma que estima Otel·lo, però Brabantio marxa, dient que Desdèmona trairà Otel·lo: "Mira-la, Moro, si tens ulls per veure-hi. Ha enganyat el seu pare, i que tu també" (Acte I, Escena 3). Iago, encara a l'habitació, pren nota del comentari de Brabantio. Per ordre del duc, Otel·lo surt de Venècia per comandar els exèrcits venecians contra els turcs invasors a l'illa de Xipre, acompanyat per la seva nova esposa, el seu nou lloctinent Cassio, el seu alferes Iago i l'esposa d'Iago, Emília, com a assistent de Desdèmona.

### Acte II
El grup arriba a Xipre i descobreix que una tempesta ha destruït la flota turca. Otel·lo ordena una celebració general i marxa per consumar el seu matrimoni amb Desdèmona. En la seva absència, Iago emborratxa Cassio i després persuadeix Roderigo perquè involucri Cassio en una baralla. Montano intenta calmar un Cassio enfadat i borratxo. Això porta a una baralla entre ells i a ferir Montano. Otel·lo arriba i pregunta als homes què ha passat. Otel·lo culpa Cassio del disturbi i el desposseeix del seu rang. Cassio, angoixat, és persuadit per Iago perquè demani a Desdèmona que persuadeixi el seu marit perquè el readmeti.

### Acte III
Iago persuadeix Otel·lo perquè sospiti de la relació entre Cassio i Desdèmona. Quan Desdèmona deixa caure un mocador (el primer regal que li va fer Otel·lo), Emília el troba i el dóna a Iago a petició seva, sense saber què pensa fer-ne. Otel·lo apareix i, després d'haver estat convençut per Iago de la infidelitat de la seva dona amb el seu capità, jura amb Iago la mort de Desdèmona i Cassio, després de la qual cosa nomena Iago el seu lloctinent.

### Acte IV
Iago planta el mocador a l'allotjament de Cassio i després li diu a Otel·lo que observi les reaccions de Cassio mentre Iago l'interroga. Iago incita Cassio a parlar de la seva aventura amb Bianca, una cortesana local, però xiuxiueja el seu nom tan a poc a poc que Otel·lo creu que els dos homes parlen de Desdèmona. Més tard, Bianca acusa Cassio de donar-li un regal de segona mà que havia rebut d'una altra amant. Otel·lo ho veu i Iago el convenç que Cassio va rebre el mocador de Desdèmona.
Enfurismat i ferit, Otel·lo decideix matar la seva dona i li diu a Iago que mati Cassio. Otel·lo procedeix a fer la vida de Desdèmona impossible i l'ataca davant dels nobles venecians que hi van de visita. Mentrestant, Roderigo es queixa que no ha rebut cap resultat d'Iago a canvi dels seus diners i esforços per guanyar-se Desdèmona, però Iago el convenç de matar Cassio.

### Acte V

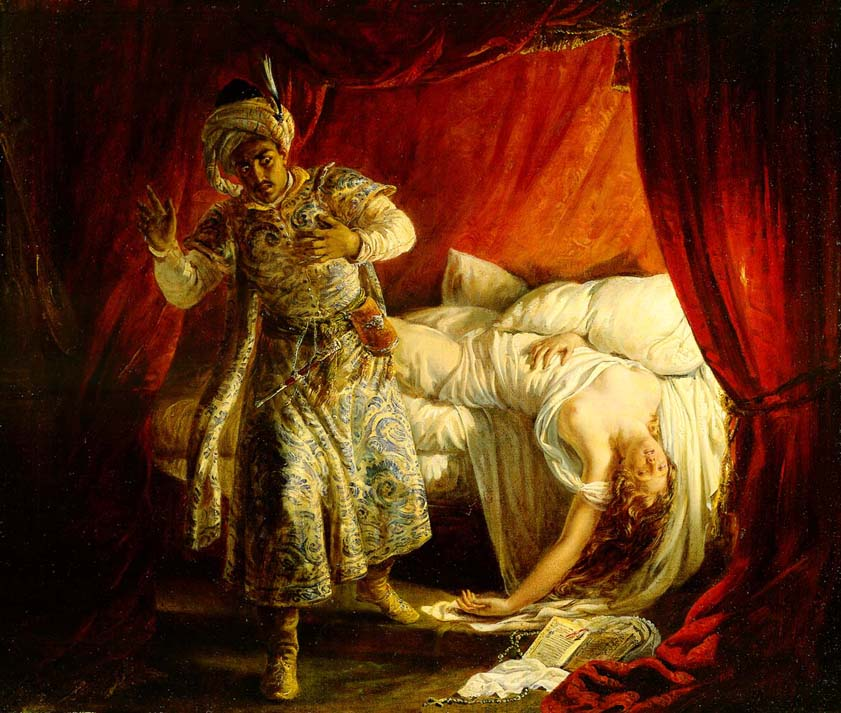
Othello and Desdemona, per Alexandre-Marie Colin

Roderigo ataca sense èxit Cassio al carrer després que Cassio surti de l'allotjament de Bianca, mentre Cassio fereix Roderigo. Durant la baralla, Iago surt per darrere de Cassio i el fereix greument a la cama. A la foscor, Iago aconsegueix amagar la seva identitat, i quan Lodovico i Gratiano senten els crits d'ajuda de Cassio, Iago s'uneix a ells. Quan Cassio identifica Roderigo com un dels seus atacants, Iago apunyala Roderigo en secret fins a la mort per evitar que reveli el complot. Iago acusa llavors Bianca de la conspiració fallida per matar Cassio.
Otel·lo s'enfronta a una Desdèmona adormida. Ella nega ser infidel, però ell l'ofega. Arriba Emília, i Desdèmona defensa el seu marit abans de morir, i Otel·lo acusa Desdèmona d'adulteri. Emília demana ajuda. L'exgovernador Montano arriba amb Gratiano i Iago. Quan Otel·lo esmenta el mocador com a prova, Emília s'adona del que ha fet Iago i el descobreix. Otel·lo, adonant-se tardanament de la innocència de Desdèmona, apunyala Iago (però no fatalment), dient que Iago és un dimoni, però no abans que aquest últim apunyali Emília fins a la mort en la baralla.
Iago es nega a explicar els seus motius, jurant guardar silenci a partir d'aquell moment. Lodovico deté tant Iago com Otel·lo pels assassinats de Roderigo, Emília i Desdèmona, però Otel·lo se suïcida. Lodovico nomena Cassio com a successor d'Otel·lo i l'exhorta a castigar Iago amb justícia. Després denuncia Iago per les seves accions i se'n va a explicar als altres el que ha passat.

### Fonts de Shakespeare

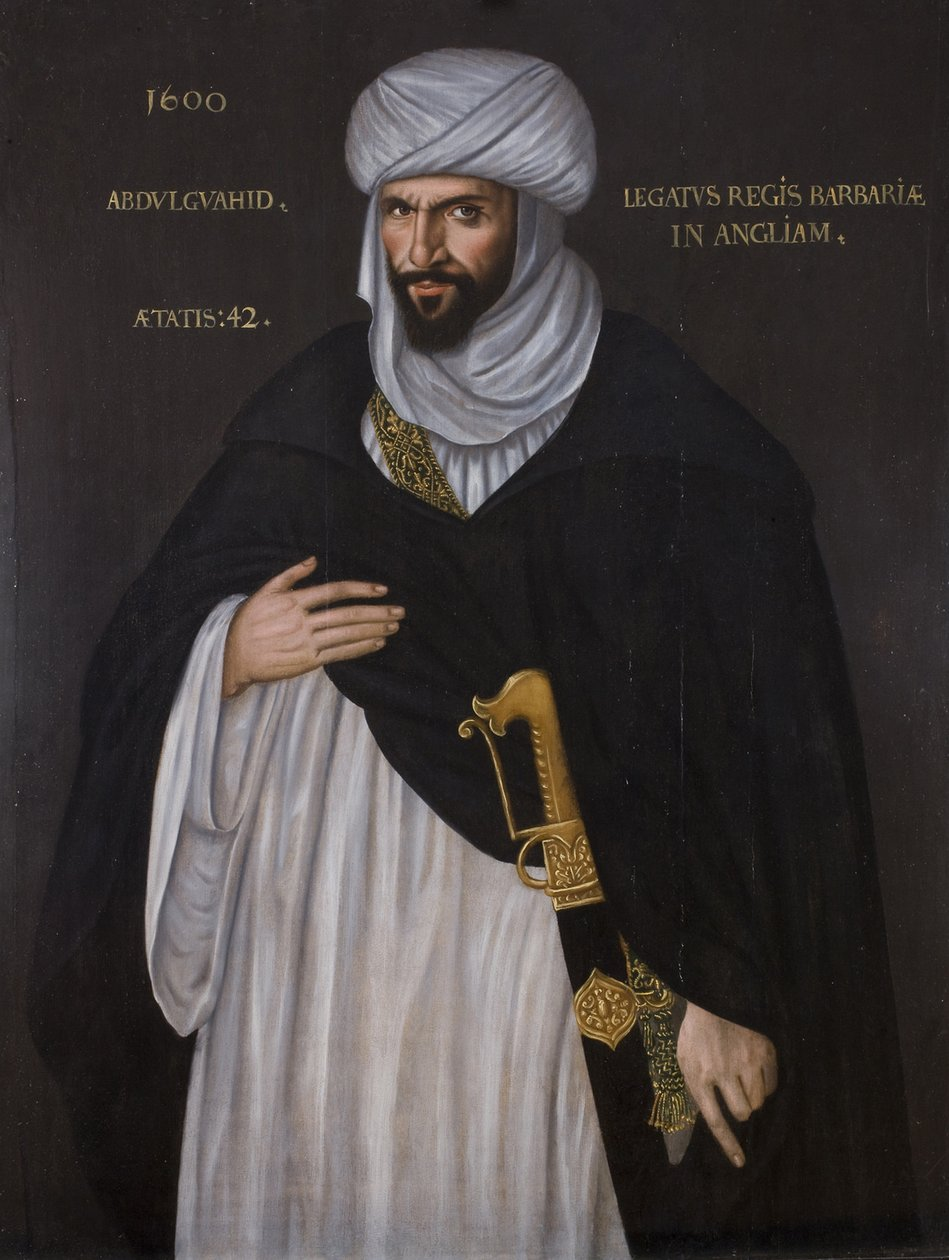
Retrat d'Abd el-Ouahed ben Messaoud ben Mohammed Anoun, ambaixador moro davant la reina Elisabet I el 1600, de vegades suggerit com a inspiració per a Otel·lo

### Data

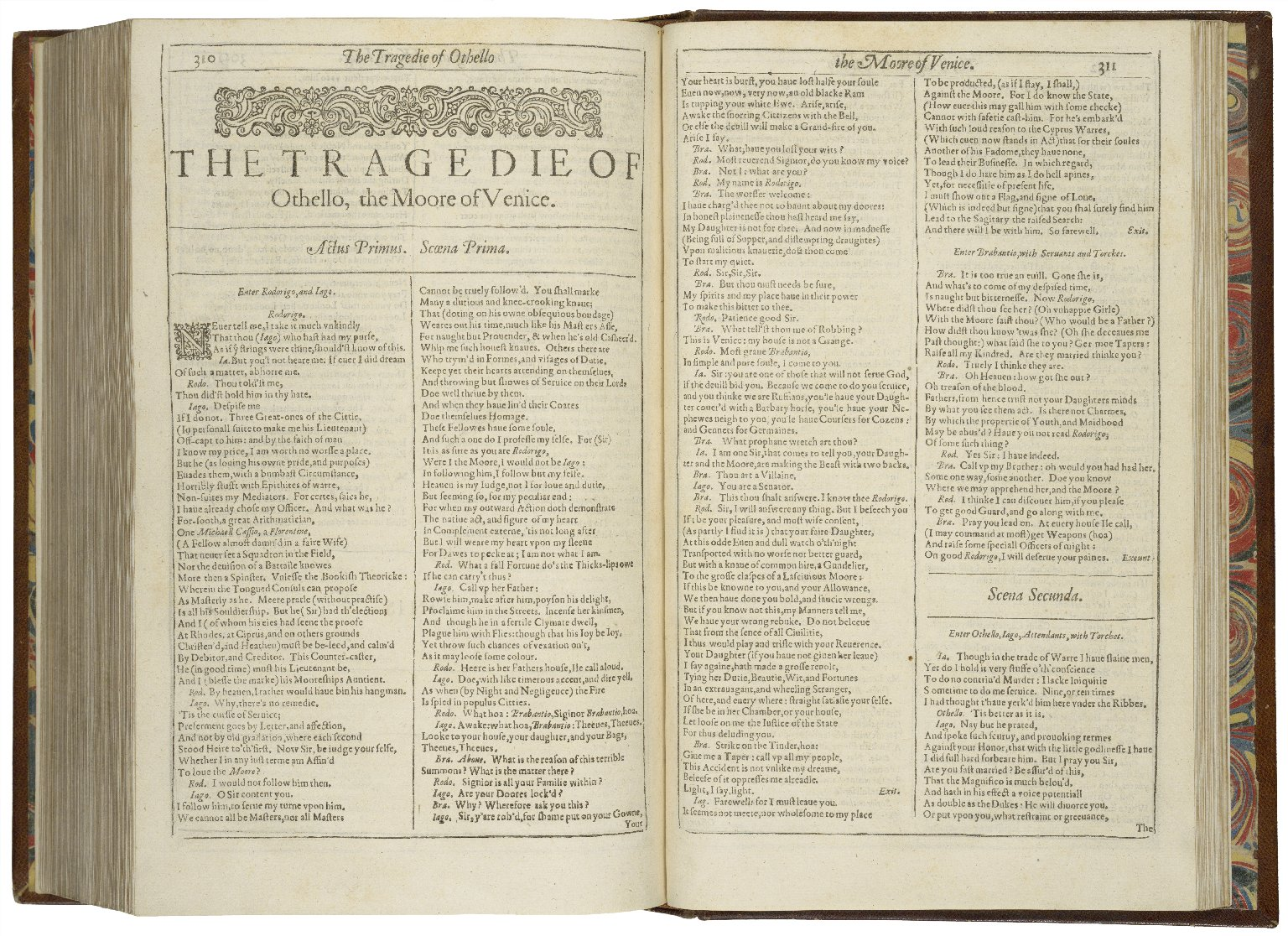
La primera pàgina d' Otel•lo del Primer Foli, impresa el 1623

### Primeres edicions

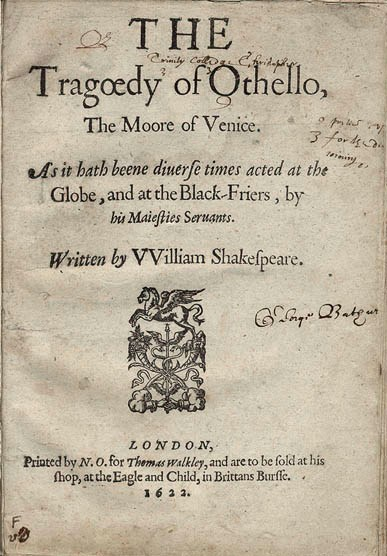
Pàgina del títol del primer quart (1622)

### Racisme

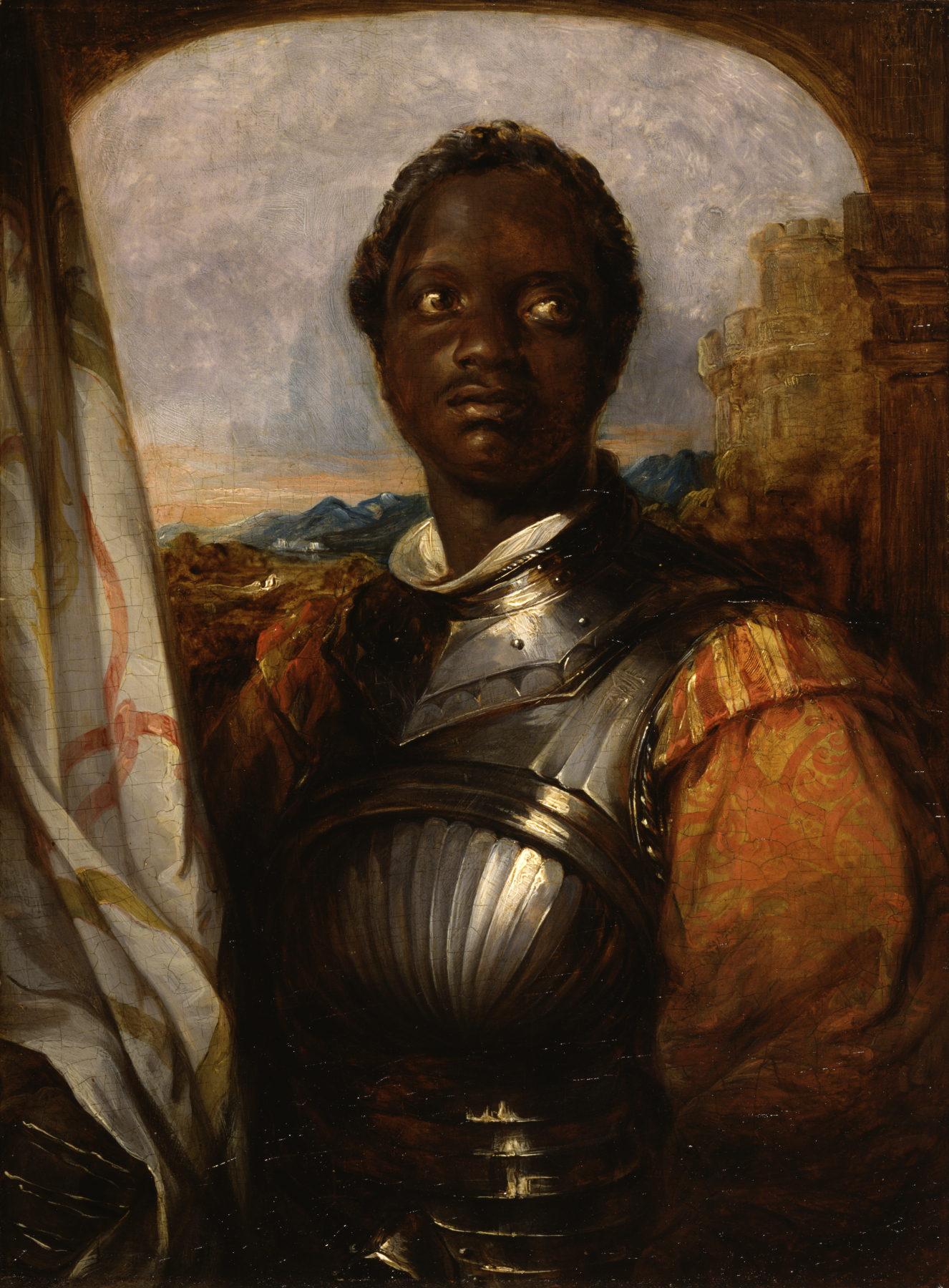
L'actor estatunidenc Ira Aldridge com a Otel•lo, retrat de William Mulready.

## Data i fonts